# Taeniotes

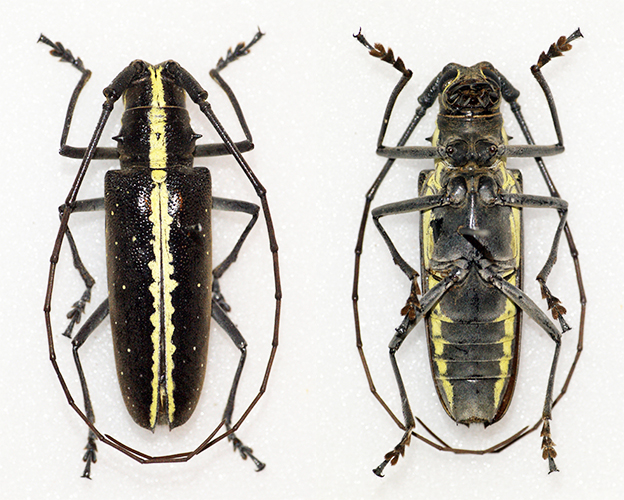
T. scalatus (fêmea) em vista superior (esquerda) e inferior (direita). Uma das sete espécies de Taeniotes descritas para o Brasil.

Taeniotes é um gênero de insetos da ordem Coleoptera e da família Cerambycidae, subfamília Lamiinae, classificado por Jean Guillaume Audinet-Serville em 1835; contendo diversas espécies de besouros neotropicais cujos integrantes são conhecidos por besouros serradores ou serra-paus; com sua espécie-tipo inicialmente descrita sob o nome Cerambyx pulverulentus Oliver, 1790; um besouro de tegumento preto, brilhante, cabeça e protórax, este com um tubérculo de cada lado, dotados de faixas de pubescência esbranquiçada; seus élitros com máculas de pubescência amarelada. Na região paleoártica o gênero Taeniotes se tornou introduzido a partir de seu registro no arquipélago de Açores, Portugal, no ano de 1859 em São Miguel, Faial e Terceira; inicialmente registrado como Taeniotes scalaris (Fabricius, 1781); atualmente classificado Taeniotes amazonum Thomson, 1857.

## Espécies
Com asterisco (*) estão as espécies registradas para o Brasil (fonteː SiBBr - Sistema de Informação sobre a Biodiversidade Brasileira).
- Taeniotes affinis Breuning, 1935
- Taeniotes amazonum Thomson, 1857̈*
- Taeniotes antonkozlovi Santos-Silva & Botero, 2017
- Taeniotes batesi (Thomson, 1879)
- Taeniotes boliviensis Dillon & Dillon, 1941
- Taeniotes buckleyi Bates, 1872
- Taeniotes cayennensis Thomson, 1859*
- Taeniotes chapini Dillon & Dillon, 1941
- Taeniotes dentatus Dillon & Dillon, 1941
- Taeniotes farinosus (Linnaeus, 1758)*
- Taeniotes inquinatus Thomson, 1857
- Taeniotes insularis Thomson, 1857
- Taeniotes iridescens Dillon & Dillon, 1941
- Taeniotes leucogrammus Thomson, 1865
- Taeniotes luciani Thomson, 1859
- Taeniotes marmoratus Thomson, 1865
- Taeniotes monnei Martins & Santos-Silva, 2012*
- Taeniotes naevius Bates, 1872
- Taeniotes orbignyi Guérin-Méneville, 1844*
- Taeniotes peruanus Breuning, 1971
- Taeniotes praeclarus Bates, 1872
- Taeniotes pulverulentus (Olivier, 1790)*
- Taeniotes relucens Santos-Silva & Tavakilian, 2017
- Taeniotes scalatus (Gmelin, 1790)*
- Taeniotes similis Dillon & Dillon, 1941
- Taeniotes simplex Gahan, 1888
- Taeniotes xanthostictus Bates, 1880[2][3][4]